# Архиепархия Нового Орлеана

Герб архиепархии Нового Орлеана

Архиепархия Нового Орлеана (лат. Archidioecesis Novae Aureliae) — архиепархия Римско-Католической церкви с центром в городе Новый Орлеан, штат Луизиана, США. В митрополию Нового Орлеана входят епархии Александрии, Батон-Ружа, Лафейетта, Лейк-Чарльза, Хумы — Тибодо, Шривпорта. Кафедральным собором архиепархии Нового Орлеана является Собор святого Людовика.

## История
25 апреля 1793 года Святой Престол учредил епархию Луизианы, выделив её из епархии Сан-Кристобаль-де-Ла-Гавана. 29 августа 1825 года епархия Луизианы передала часть своей территории Апостольскому викариату Алабамы и епархии Флориды (сегодня — Архиепархия Мобила).
18 июля 1826 года епархия Луизианы передала часть своей территории новой епархии Сент-Луиса и Апостольскому викариату Миссисипи (сегодня — Епархия Джексона). В этот же день епархия Луизианы была переименована в епархию Нового Орлеана.
19 декабря 1850 года епархия Луизианы передала часть своей территории Апостольскому викариату Индейских территорий к востоку от Скалистых гор (сегодня — архиепархия Канзас-Сити) и была возведена в ранг архиепархии.
В следующие годы архиепархия Нового Орлеана передала часть своей территории новым католическим структурам:
- 29 июля 1853 года — епархии Натчиточес (сегодня — епархия Александрии);
- 11 января 1918 года — епархии Лафейетта;
- 22 июля 1961 года — епархии Батон-Ружа;
- 2 марта 1977 года — епархии Хума-Тибодо.

## Ординарии архиепархии
- епископ Луис Игнатиус Пеньяльвер-и-Карденас[англ.] (12.09.1794 — 20.07.1801) — назначен архиепископом Гватемалы
- епископ Франсиско Бартоломе Порро-и-Рейнадо[англ.] (20.07.1801 — 17.01.1803) — назначен епископом Тарасоны[англ.]
  - священник Луи-Гийом-Валентен Дюбур[англ.], P.S.S. (18.08.1812 — 18.09.1815) — апостольский администратор
- епископ Луи-Гийом-Валентен Дюбур[англ.], P.S.S. (18.09.1815 — 01.02.1825) — назначен апостольским викарием Миссисипи
  - священник Джозеф Розати[англ.] (18.07.1826 — 04.08.1829) — апостольский администратор, архиепископ Сент-Луиса
- епископ Лео-Раймонд де Неккер[англ.], CM (04.08.1829 — 05.09.1833)
- архиепископ Антуан Бланк[англ.] (19.06.1835 — 20.06.1860)
- архиепископ Жан-Мари (Джон Мэри) Один[англ.], CM (15.02.1861 — 25.05.1870)
- архиепископ Наполеон-Жозеф Перш[англ.] (25.05.1870 — 27.12.1883)
- архиепископ Франциск Ксавье Лере[англ.] (28.12.1883 — 23.09.1887)
- архиепископ Фрэнсис Август Энтони Джозеф Янссенс[англ.] (07.08.1888 — 09.06.1897)
- архиепископ Плэйсид Льюис Чейпл[англ.] (01.12.1897 — 09.08.1905)
- архиепископ Джеймс Блэнк, S.M. (20.04.1906 — 20.04.1917)
- архиепископ Джон Уильям Шоу[англ.] (25.01.1918 — 02.11.1934)
- архиепископ Джозеф Фрэнсис Руммель[англ.] (09.03.1935 — 08.11.1964)
- архиепископ Джон Патрик Коди (01.06.1962 — 14.06.1965) — назначен архиепископом Чикаго,  кардинал с 1967
- архиепископ Филипп Мэтью Ханнан[англ.] (29.09.1965 — 06.12.1988)
- архиепископ Фрэнсис Байбл Шульте (06.12.1988 — 03.01.2002)
- архиепископ Альфред Клифтон Хьюз[англ.] (03.01.2002 — 12.06.2009)
- архиепископ Грегори Майкл Эймонд[англ.] (с 12.06.2009)

## Источник
- Annuario Pontificio, Libreria Editrice Vaticana, Città del Vaticano, 2003, ISBN 88-209-7422-3.